# Ибрахим-паша Дамад
Ибрахим-паша Дамад (умро 1601) је био велики везир Османског царства у време султана Мехмеда III.

## Биографија
Ибрахим-паша Дамад је рођен у Дубровнику. Узет је путем данка у крви и постепено дошаодо високих функција у Османском царству . У периоду од 1580. до 1581. године вршио је функцију намесника Египатског ејалета. Почетком 1585. године угушио је устанак Друза у Либану. Операцијама које је самостално водио 1599. и 1600. године, зауставио је надирање Аустријанаца у Славонији (Дуги рат). У октобру 1600. године, Ибрахим је освојио Канижу и образовао ејалет за југозападну Мађарску. Умро је следеће године 1601.
Био је ожењен султанијом Ајше, са којом је имао сина и ћерку.